# James Hoban
James Hoban (født 1762, død 8. december 1831) var en irsk arkitekt, som er mest kendt for at have tegnet Det Hvide Hus.